# A Le Canal du Centre négy hajóemelője és környéke, La Louvière és Le Rœulx
A Le Canal du Centre négy hajóemelője a belga Hainaut tartományban, La Louvière és Le Rœulx környékén találhatók. A régi Canal du Centre 7 km-es szakaszán található, amely a Meuse folyó völgyét a Schelde folyóval és az Északi-tengerrel köti össze. Ezen a szakaszon a két folyó között a szintkülönbség összesen 66,2 méter. Ennek áthidalására 4 hajóemelőt építettek a 19. század végén: a 15,4m-es liftet Houdeng-Goegnies környékén 1888-ban adták át, a másik három hajóemelő, mindegyik 16,93 méter magas, 1917-ben nyílt meg.

Az 1 - 4. hajóemelő helyzete
'A' jelöli az új Strépy-Thieu hajóemelőt.

Minden hajóemelő két részből áll, két mozgó tartályból (keszonból) áll, amelyeket a tartályok közepén egy vasoszlop támaszt alá. A két tartály össze van kötve és amikor az egyik emelkedik, a másik lesüllyed - a két tartály kiegyensúlyozza egymást.

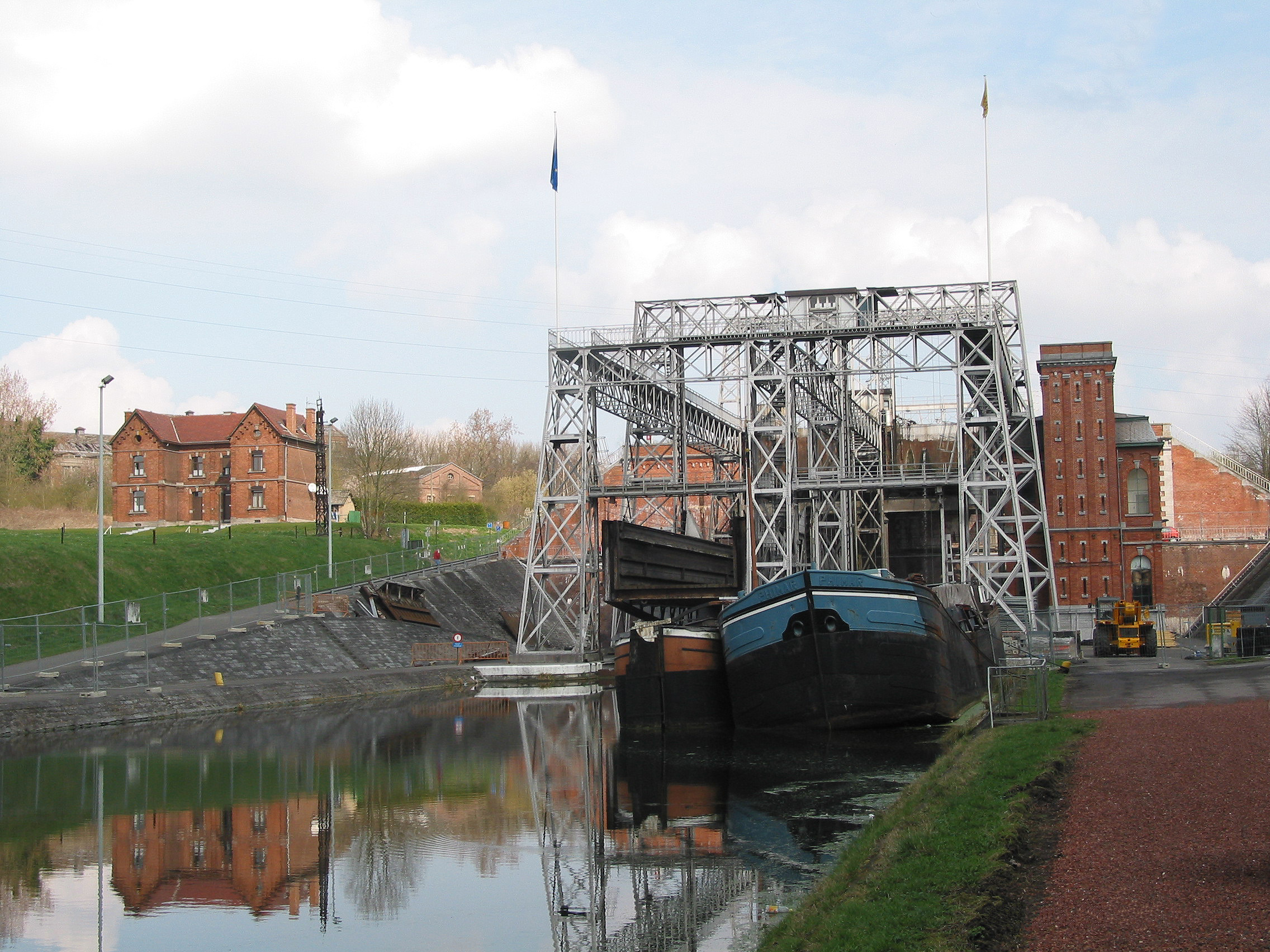
Az 1. számú hajóemelő Houdeng-Gœgnies környékén, balra a kezelőszemélyzet szolgálati háza

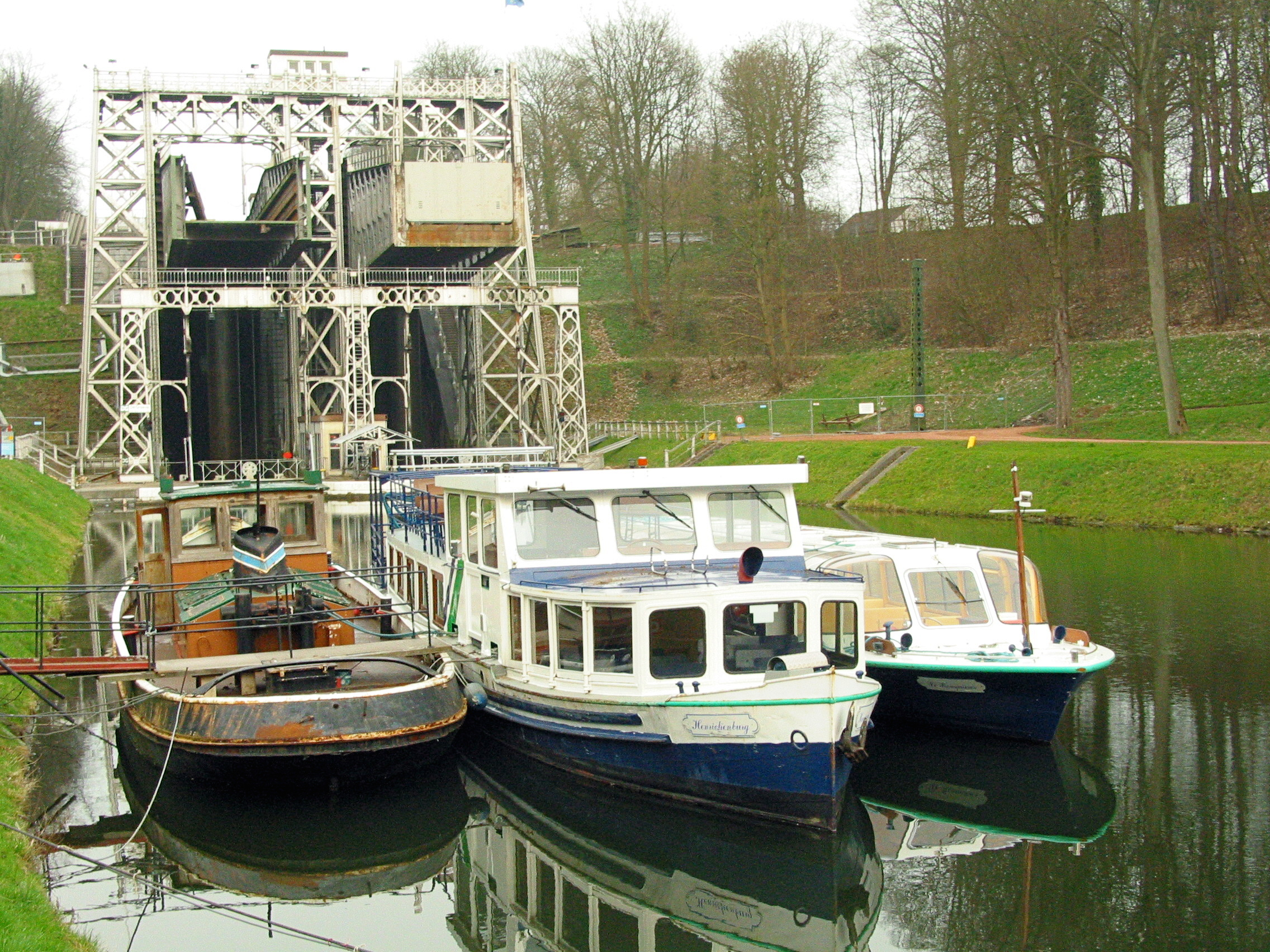
Strépy-Bracquegnies (3. számú emelő)

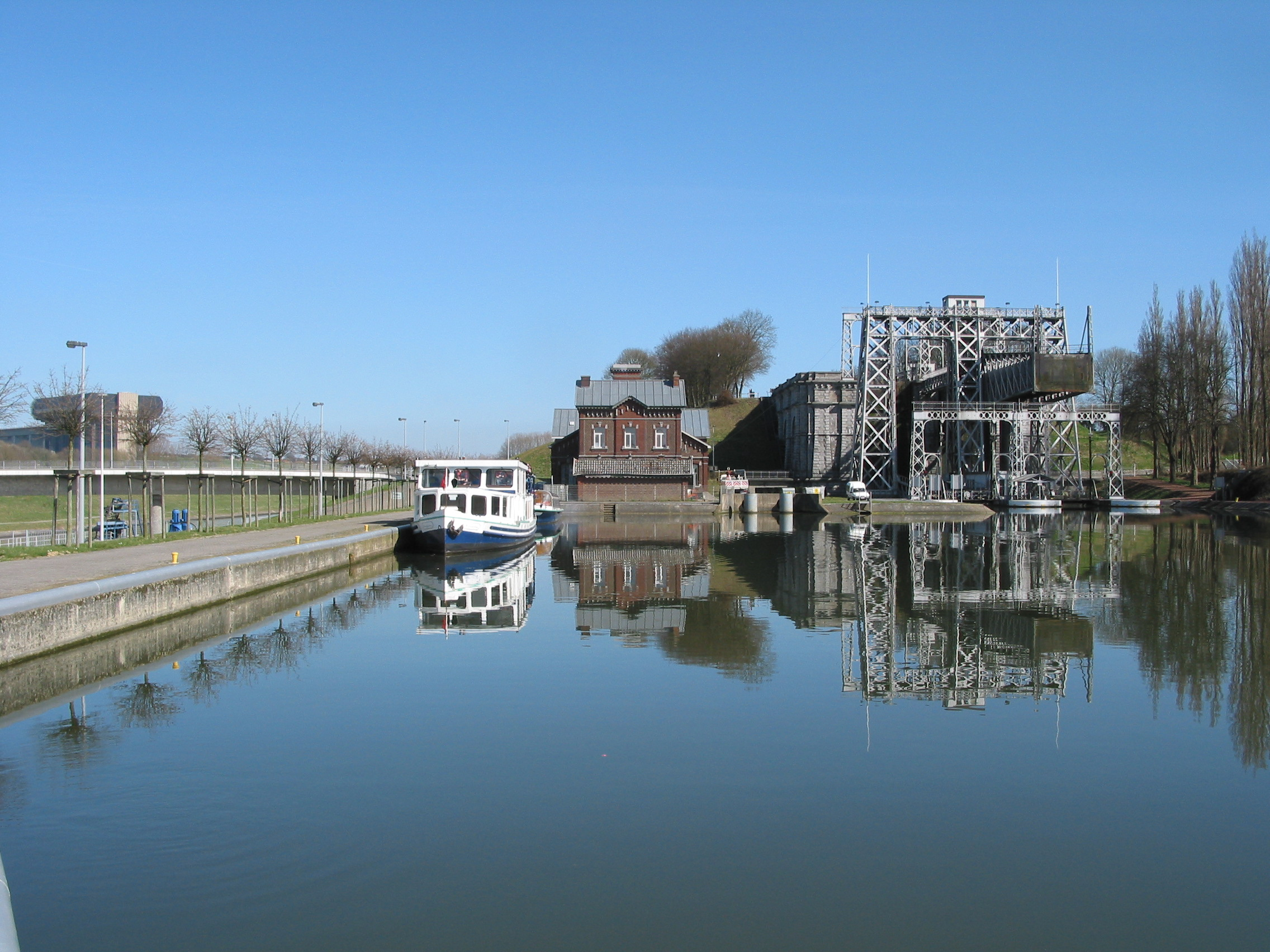
Thieu: 4. számú emelő, valamint a háttérben a modern Strépy-Thieu emelő.

A hajóemelők megépítésére a Kanadában, Peterborough és Kirkfield környékén épített hajóemelők adták az inspirációt. Az 1800-as években a belga hajóemelők tervezője Richard Birdsall Rogers meglátogatta ezeket a helyszíneket, hogy ötleteket gyűjtsön.
1998-ban vették fel az UNESCO világörökségi listájára a hajóemelőket. A 19. század végén – 20. század elején összesen 8 hajóemelő épült, de eredeti formájában már csak ez a négy működik.
2002 óta a hajóemelők már nem szolgálnak ki teherhajókat, csak szabadidős célból működnek. A teherhajókat a közeli Strépy-Thieu hajóemelő szolgálja ki, amely 73 méteres magasságával a világ legmagasabb hajóemelője volt.
2002 januárjában az 1. számú emelőnél baleset történt. Az emelő egy motoros bárka kihajózása alatt elkezdett emelkedni. Ezt követően az emelőt lezárták, a felújítás 2005-ben kezdődött. 2008-ban az 1. és 4. emelők felújítása továbbra is folyik.

## A hajóemelők részletei
| Emelő | Helység neve        | Koordináták                                          | Szintkülönbség |
| ----- | ------------------- | ---------------------------------------------------- | -------------- |
| No. 1 | Houdeng-Gœgnies     | é. sz. 50,4875°, k. h. 4,1758°50.487500°N 4.175800°E | 15.40m         |
| No. 2 | Houdeng-Aimeries    | é. sz. 50,4826°, k. h. 4,1423°50.482600°N 4.142300°E | 16.93m         |
| No. 3 | Strépy-Bracquegnies | é. sz. 50,4813°, k. h. 4,1373°50.481300°N 4.137300°E | 16.93m         |
| No. 4 | Thieu               | é. sz. 50,4714°, k. h. 4,0945°50.471400°N 4.094500°E | 16.93m         |